# Lázaro Castro
Lázaro Castro Terri (1965) è un ex schermidore cubano, vincitore di una medaglia di bronzo ai campionati mondiali di scherma.

## Palmarès
In carriera ha conseguito i seguenti risultati:
- Mondiali di scherma

Denver 1989: bronzo nella spada a squadre.
- Giochi Panamericani:

Indianapolis 1987: oro nella spada a squadre.
L'Avana 1991: oro nella spada individuale ed a squadre.
Mar del Plata 1995: oro nella spada a squadre.